# Eremogarypus gigas
Eremogarypus gigas är en spindeldjursart som beskrevs av Beier 1955. Eremogarypus gigas ingår i släktet Eremogarypus och familjen gammelekklokrypare. Inga underarter finns listade i Catalogue of Life.